# BSA Model F-serie
De BSA Model F-serie is een kleine serie zware motorfietsen die het Britse merk BSA uit Birmingham produceerde van 1922 tot 1924.

## Voorgeschiedenis
BSA was ontstaan door een samenwerkingsverband van wapensmeden in Birmingham (de Birmingham Small Arms Trade Association). Omdat de meeste opdrachten voor wapens naar Britse staatsbedrijven gingen was men al begonnen met de productie van fietsen, waarvoor BSA Cycles Ltd. werd opgericht. Daar produceerde men aanvankelijk framedelen waardoor fietsen konden worden uitgerust met inbouwmotoren van het "Minerva-type". Ook met de productie van BSA-auto's was een begin gemaakt. In 1910 nam men twee belangrijke besluiten: om de autoproductie op te voeren werd de Daimler Company Limited overgenomen en toen begon men ook met de productie van 500cc-motorfietsen van de 3½ HP-serie. Dit waren zeer eenvoudige modellen zonder versnellingsbak en met riemaandrijving. Alleen het Model C had twee versnellingen dankzij een naafversnelling in het achterwiel. Om de toerrijders en vooral de zijspanrijders tegemoet te komen introduceerde men in 1914 de 557cc-modellen H en K. In de Eerste Wereldoorlog viel BSA terug op de fabricage van Lewis Guns, granaten en militaire voertuigen, hoewel er nog wel kleine aantallen motorfietsen geproduceerd werden, onder andere voor het Russische leger. Na de oorlog ging men zich meer op de motorfietsproductie richten. Ze werden geadverteerd als betaalbaar en betrouwbaar, want het waren qua prestaties "gemiddelde" motorfietsen, bedoeld voor normaal gebruik. BSA's waren toen al zeer gewild als zijspantrekker en men bouwde ook zelf bijpassende zijspannen. Er was een uitgebreid dealernetwerk, zelfs in de koloniën. In 1919 kwam een 770cc-V-twin, het BSA Model E 6 HP, vooral bedoeld als zijspantrekker. 
| Model F 8 HP De Luxe uit 1923 |
| De rechterkant van de V-twin, met de kleppen, de aandrijving van de ontstekingsmagneet, de carburateur en de drieversnellingsbak |
| Omdat alle wielen uitwisselbaar waren, hadden ook het zijspan- en het reservewiel de poelies voor de dummy belt rim brakes       |

## Model F 8 HP
Het Model F 8 HP werd niet de opvolger van het Model E, want dat bleef tot 1931 in productie. Het was een echte zijspantrekker en werd bij voorkeur ook met een BSA-zijspan geleverd. De machine werd in oktober 1921 gepresenteerd, maar kwam pas in 1922 in productie. De toevoeging "8 HP" sloeg op het fiscaal vermogen, niet op het werkelijk geleverde vermogen.

### Motor
Hoewel groter, week de motor niet erg af van die van het Model E. Het was een 50º-V-twin-zijklepper waarbij de kleppen aan de rechterkant van de cilinder zaten. Ze hadden allemaal dezelfde diameter en waren onderling uitwisselbaar. De boring bedroeg 80 mm, de slag 98 mm, waardoor de cilinderinhoud op 985,2 cc kwam. De smering werd verzorgd door een total loss-systeem met nog steeds een handpompje op de tank, maar ook met een oliepomp aangedreven door de voorste (uitlaat) nokkenas. Een apart tandwiel dreef de oliepomp en via een kettinkje ook de ontstekingsmagneet aan. De enkele BSA-carburateur zat tussen beide cilinders.

### Aandrijving
Op het uiteinde van de krukas zat een door BSA zelf ontwikkelde transmissiedemper. De primaire aandrijving verliep via een ketting die de meervoudige droge plaatkoppeling aandreef. Dan volgde de handgeschakelde BSA-drieversnellingsbak met kickstarter en de secundaire ketting. 

### Rijwielgedeelte
Het Model F 8 HP had het gebruikelijke open brugframe waarbij de motor een dragende functie had. De voorvork was van eigen productie, maar volgde de lijnen van een girdervork met een enkele veer. Er zaten nog geen schokdempers op. De achterkant was ongeveerd, de berijder vond zijn comfort in een Brooks B600-zweefzadel. Beide wielen werden beremd door dummy belt rim brakes. Ze waren onderling uitwisselbaar en daarom waren ook het ongeremde zijspanwiel en het reservewiel voorzien van poelies voor de remmen. 

## Modellen F 8 HP De Luxe, F 8 HP Light, F 8 HP Taxi en F 8 HP Twin Colonial
In 1923 verscheen de "De Luxe"-uitvoering van het Model F, met in elk geval grotere spatborden. De normale versie kreeg nu de naam "Model F 8 HP Light". In 1924 werd de machine geleverd met een zeer hoog, volledig gesloten zijspan dat leek op een auto en ook een echter deur had. Dit Model F 8 HP Taxi kon worden ingezet voor taxidiensten. Het Model F 8 HP Twin Colonial was bedoeld voor de Britse koloniën, waar de wegen slechter waren en soms geheel ontbraken. Daarom kreeg het een grotere bodemvrijheid en een verstevigd frame.

## Einde productie
Na 1924 eindigde de productie feitelijk niet, maar het Model F kreeg een nieuwe type-aanduiding. In 1925 kwam het op de markt als BSA Model G25 De Luxe. Het fiscaal vermogen was verhoogd naar 10 HP. Deze Model G-serie zou in productie blijven tot het aanbreken van de Tweede Wereldoorlog.